# Arumbavur
Arumbavur es una ciudad y nagar Panchayat situada en el distrito de Perambalur en el estado de Tamil Nadu (India). Su población es de 12467 habitantes (2011). Se encuentra a 26 km de Perambalur y a 88 km de Thanjavur.

## Demografía
Según el censo de 2011 la población de Arumbavur era de 12467 habitantes, de los cuales 6191 eran hombres y 6276 eran mujeres. Arumbavur tiene una tasa media de alfabetización del 75,92%, inferior a la media estatal del 80,09%: la alfabetización masculina es del 83,85%, y la alfabetización femenina del 68,23%.